# Herb gminy Wólka
Herb gminy Wólka – symbol gminy Wólka, ustanowiony 28 sierpnia 1990.

## Wygląd i symbolika
Herb przedstawia na tarczy w polu błękitnym wizerunek bramy wjazdowej zespołu pałacowego w Jakubowicach Murowanych na zielonej podstawie, koloru czerwonego, z czarnymi oknami, blankami, bramą i dachami wież. Na tle prawej wieżyczki umieszczono dwa żółte kłosy zboża, natomiast w bramie żółte koło wozowe z sześcioma szprychami (dawny herb Bystrzycy).